# Абдулла Лятіф-заде
Абдулла́ Абіл'євич Лятіф-заде́ (крим. Abdulla Abil oğlu Lâtif-zade, 26 серпня 1890 Сімферополь — 17 квітня 1938 Сімферополь) — кримськотатарський поет, літературознавець, перекладач, критик та педагог.

## Біографія
Народився у родині вчителя в Сімферополі. Вчився в медресе в Криму та в стамбульській школі. Після повернення до Криму працював вчителем в Євпаторії та Сімферополі.
1917 року був вибраний делегатом І Курултаю кримськотатарського народу. Брав участь у переведенні кримськотатарської мови на латиницю, розробці норм літературної мови.
Закінчив аспірантуру в Державній академії мистецтвознавства в Москві та Ленінграді (1930—1934). Викладав західноєвропейську літературу в Кримському педагогічному інституті.
Був особисто знайомий з поетом Павлом Тичиною (останній володів турецькою та кримськотатарською мовами), подарував йому кілька своїх книжок.
1937 року був звинувачений у контрреволюційній діяльності та страчений наступного року.

## Творчість
Автор соціальної та громадянської лірики. Лірика Лятіф-заде зазнала впливу В. Маяковського. Перекладав на кримськотатарську твори О. Пушкіна та Л. Толстого. Був знайомий з Павлом Тичиною та Агатангелом Кримським.

## Твори
- «Короткий огляд кримської татарської літератури» (стаття, 1927)
- Поетична збірка «Янъы саз» («Нова музика», 1928)